# رومان، رومانيا
رومان ( نطق روماني: ‎[ˈroman]‏ ؛ (بالألمانية: Romesmark)‏، (بالمجرية: Románvásár)‏ هي مدينة تقع في الجزء الأوسط من مولدافيا، وهي منطقة تقليدية في رومانيا. تقع على بعد 46 كم شرق بياترا نيمو، في مقاطعة نيمو عند التقاء نهري سيريت ومولدوفا.

## التاريخ
أول ذكر للمدينة في نوفغورود كرونيكل (مؤرخ بين 1387 و1392). بعد خمس سنوات، ظهر الاسم في صك التبرع. تم ذكر المدينة في وثيقة مولدافيا، الموقعة من قبل فيفود رومان الأول في مولدافيا، في 30 مارس. الوثيقة هي واحدة من أولى وثائق ولاية مولدافيا الصغيرة في ذلك الوقت، كونها الأولى التي تحمل نسخة واضحة تمامًا من ختم مولدافيا، تحمل الأورك والقمر والنجم والزهرة، لا تزال قيد الاستخدام على شعار مولدوفا.

## الجغرافيا والديموغرافيا
تقع رومان في شمال شرق رومانيا، في مقاطعة نيامتس، في منطقة مولدافيا التاريخية، عند مصب نهر مولدوفا، وهو رافد لسيريت. أقرب مدينة كبيرة هي باكاو، 40 كم على طريق DN2 وعلى سكة حديد سوسيفا - بوخارست؛ يبلغ عمر بياترا نيامت، عاصمة المقاطعة، 50 عامًا.

## علاقات دولية

### المدن التوأم - المدن الشقيقة
توأم رومان مع:
| - Terranova da Sibari، Italy ( 2002) - تيلت ‏ – Belgium (5 July 2009) - Cortona – Italy (2009) | - Grugliasco – Italy (21 May 2010) - Dilijan - Armenia (17 May 2012) - Gedera - Israel (2012) |

## روابط خارجية
- ROMAN-Romania.ro - الموقع
- باللغة الرومانية Ziarul de Roman - صحيفة محلية
- تاريخ اليهود الرومان
- مجلة Melidonium
- "Roman"  . Encyclopædia Britannica (الطبعة 11). 1911.